# Tablas Reales del Reino de Navarra
Las Tablas Reales del Reino de Navarra era un sistema de percepción y recaudación sobre peajes y otros derechos del rey situados a la entrada de los pueblos durante el Antiguo Régimen. El nombre, tabla, responde a un galicismo, table, para referirse a la «mesa donde se ponían los cobradores de los derechos de peajes y otros del rey, a la entrada de los pueblos.» Por ello, es indicativo que tales puestos de recaudación no se limitaban a lugares fronterizos sino que también se situaban en localidades del interior.
Aunque no todas las tablas formaron parte del patrimonio real, cuando este servicio era ejecutado por la Hacienda Real de Navarra era objeto de arrendamiento y a los «administradores o arrendadores de Tabla y, por extensión, a sus delegados» se les denomina tablajeros. Según la Novísima recopilación de las leyes del Reino de Navarra, en su título X, "de los alcaldes ordinarios y regidores de los pueblos de este reino", establecía la Ley VII «que no puedan ser alcaldes ni jurados los arrendadores de las tablas reales, ni sus parcioneros ni tablageros, ni los porteros reales» y la Ley VIII recalcaba que los «alcaldes no tengan cargo de las tablas».
El término "tabla", aparece vinculado a otros cargos, incluso eclesiásticos, como el encargado de la percepción de rentas y otros derechos debidos a la entidad que representaban. Así es frecuente en el cabildo catedralicio de Pamplona el cargo de Arcediano de la Tabla.

## Origen del término
Yanguas y Miranda recopilaba escuetamente el concepto en su obra Diccionario de Antigüedades del Reino de Navarra afirmando que era «en Navarra lo mismo que aduanas en Castilla: llamáronse así por la palabra francesa table o mesa donde se ponían los cobradores de los derechos de peajes, y otros del rey, a la entrada de los pueblos. El nombre de Tablas no se ve usado hasta los años 1480.»
Más de un siglo después, en 1960, Florencio Idoate, haciéndose eco de Yanguas, apostilla también que «se trata de un galicismo, derivado de table, alusivo a la mesa que ponían los recaudadores de sacas y peajes, que luego se denominarán tablas.»